# 川登サービスエリア
川登サービスエリア（かわのぼりサービスエリア）は、佐賀県武雄市にある長崎自動車道のサービスエリアである。長崎自動車道としては最後のサービスエリアとなる。

## 道路
- E34 長崎自動車道

## 施設

### 上り線（鳥栖方面）
- 駐車場
  - 大型22台
  - 小型50台
- トイレ
  - 男性 大4（和式1・洋式3）・小10
  - 女性 16（和式1・洋式15）子供用小便器・洋式トイレあり
  - 車椅子用 1
- ガソリンスタンド（ENEOS（喜多村石油）、7:00 - 22:00）(セルフ)
2008年（平成20年）2月29日まではブランドはエクソンモービル(ESSO) 朝日石油(株)で、24時間営業だった。同年3月1日 - 4月20日の間、機器交換のため一時休止していたが、4月21日12:00より営業を再開した。この際にブランドが九州石油九石商事(株)に変更され、営業時間も変更された。これにより、24時間営業のガソリンスタンドは金立SAまで存在しなくなった。深夜に走行する場合、注意が必要である。さらに、2008年（平成20年）10月1日に九州石油が新日本石油（現：ENEOS）に吸収合併されたのに伴い、変更された。
- レストラン（ロイヤル空港高速フードサービス（株）（平日11:00-20:00 休日11:00-21:00））
- スナック（24時間）※深夜時間帯(22:00-翌7:00)は限定メニューでの営業
- ショッピング（24時間）
- 自動販売機
- 携帯電話充電器（24時間）
- インフォメーション・FAXサービス（9:00 - 17:00）
- 郵便ポスト（武雄郵便局）
- 給電スタンド（24時間）[1]

### 下り線（長崎・佐世保方面）
- 駐車場
  - 大型23台
  - 小型50台
  - 二輪8台
- トイレ
  - 男性 大4（和式1・洋式3）・小10
  - 女性 16（和式1・洋式15）子供用小便器・洋式トイレあり
  - 車椅子用 1
- ガソリンスタンド（現在休止中）
2009年4月1日より営業休止中、以前はENEOS(ネクステージ九州(株))が営業していた
- スナック（7:00 - 22:00）
- ショッピング（7:00 - 22:00）
- 自動販売機
- 携帯電話充電器（24時間）
- インフォメーション・FAXサービス（9:00 - 17:00）
- 郵便ポスト（武雄郵便局）
- 給電スタンド（24時間）[1]

## 隣
E34 長崎自動車道
(7) 嬉野IC/BS - (6) 武雄JCT - (SA) 川登SA - (5) 武雄北方IC

## ギャラリー

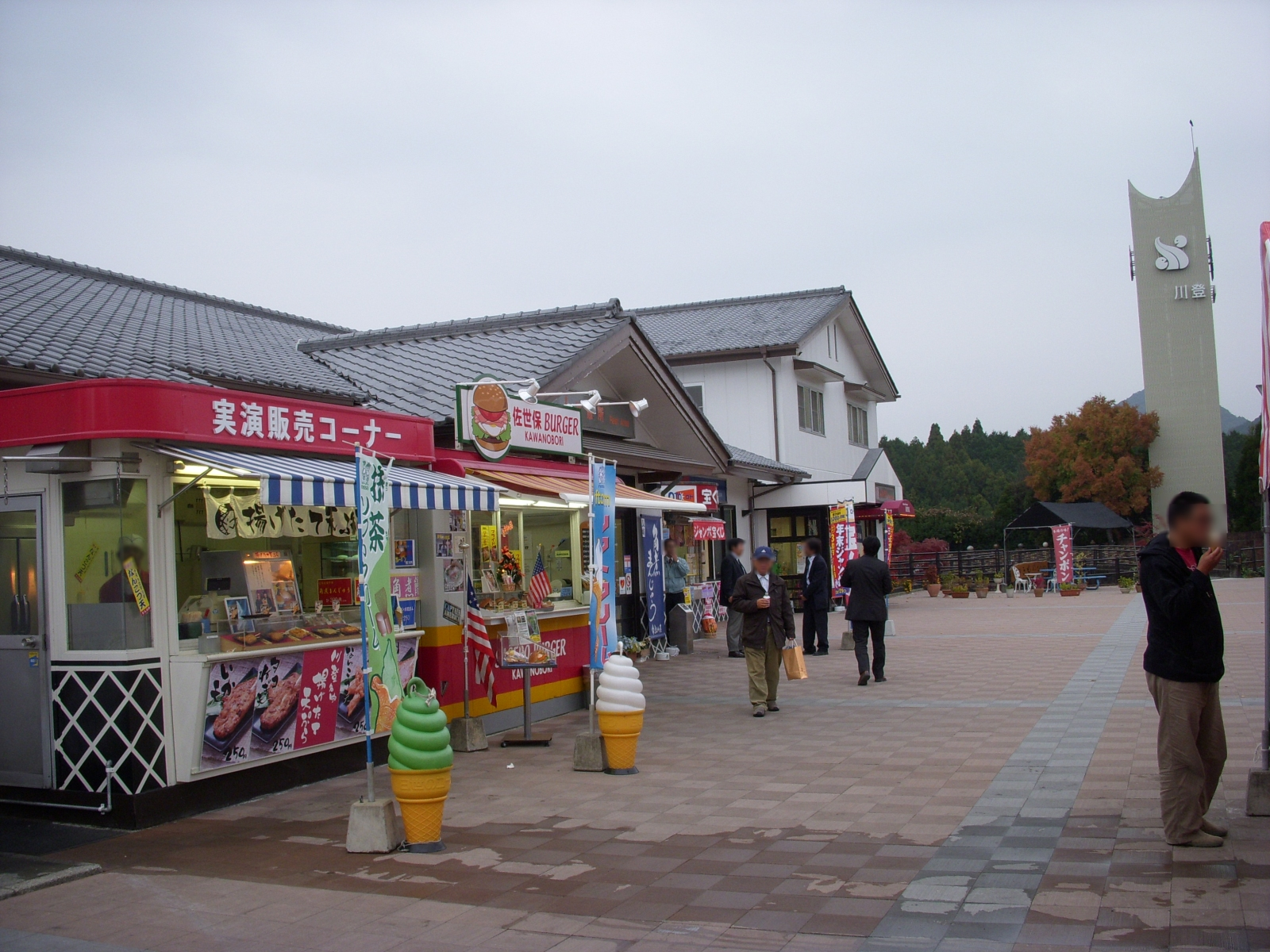
上り線外観
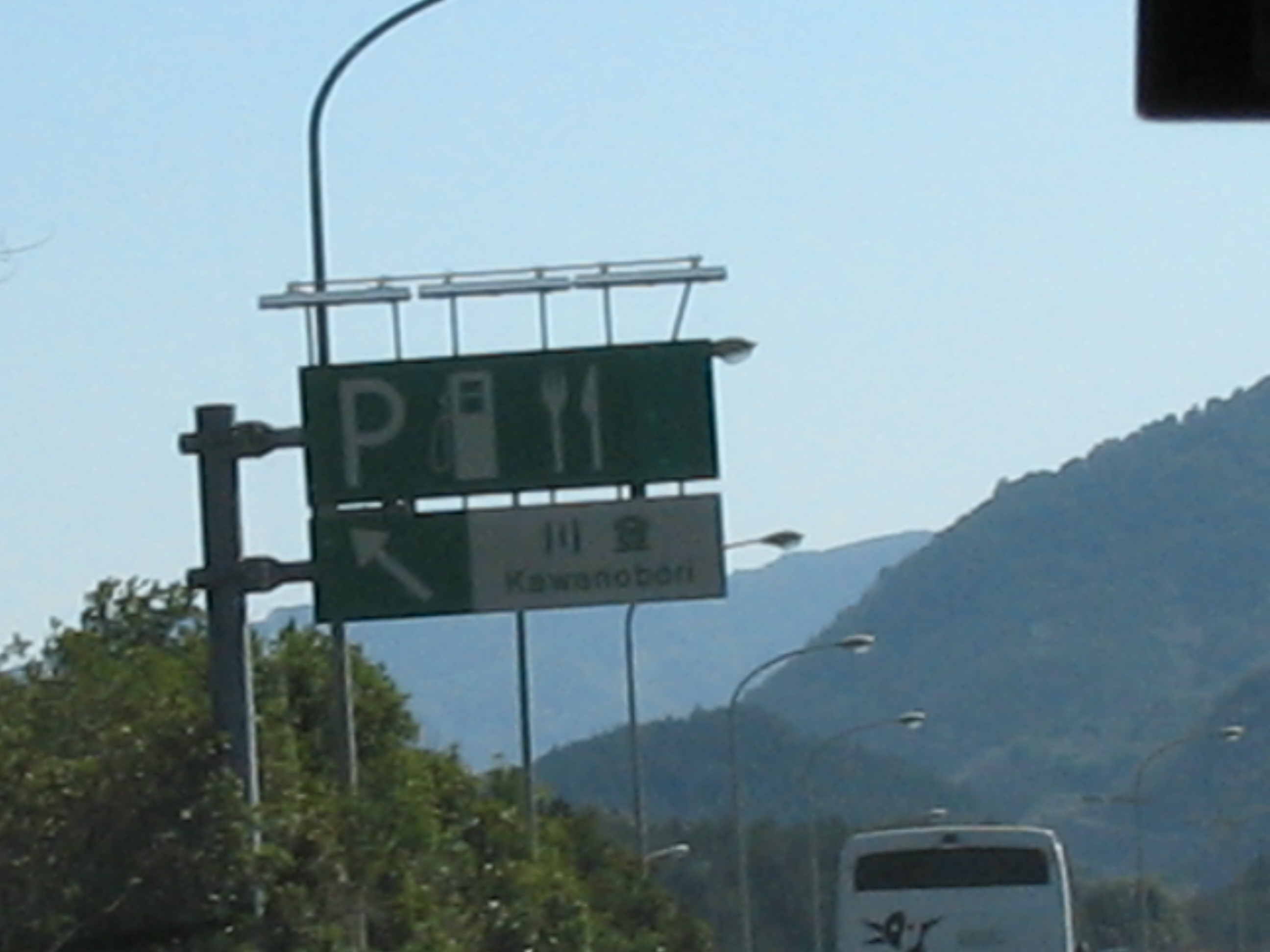
上り線入り口標識（現在は交換されている）